# Spongia corrugata
Spongia corrugata är en svampdjursart som beskrevs av Cook och Patricia R. Bergquist 200. Spongia corrugata ingår i släktet Spongia och familjen Spongiidae. Inga underarter finns listade i Catalogue of Life.